# بنك التعمير والإسكان
بنك التعمير والإسكان هو بنك مصري، تأسس في القاهرة في 30 يونيو 1979. وفقاً لأحكام قانون الاستثمار بقرار وزير الاقتصاد رقم 147 لسنة 1979 بتاريخ 30 يونيو 1979، وتم تسجيله لدى البنك المركزي المصري تحت رقم 89 بتاريخ 24 سبتمبر 1979 (بنك استثمار وأعمال)، وقد بلغ رأس المال المرخص به وقتها مليار جنيه مصري، وقد بلغ رأس المال المصدر والمدفوع 550 مليون جنيه مصري موزعاً على 50 مليون سهم بالجنيه المصري، وقام البنك بطرح نسبة من أسهمه في البورصة المصرية في وقت لاحق.
أنشأ البنك بهدف التخفيف من حدة مشكلة الإسكان الموجودة في مصر عن طريق تضييق الفجوة بين العرض القليل والطلب المتزايد على الوحدات السكنية، يبلغ رأس مال البنك حوالي مليار و265 مليون جنيه مصري، كما بلغت صافي أرباحه عن العام المالي 2015 حوالي 575 مليون جنيه مصري، ويعد البنك شركة مساهمة مصرية مطروحة بالبورصة المصرية.
لكن مع اتباع الدولة نظام اقتصاد السوق، وخصخصة نحو 40% من البنك خلال العقود الأخيرة، اتجه نحو الاستثمار العقاري حيث امتلك سنة 2021 أكثر من 1420 فدان في القاهرة الكبرى، أغلبها تم تطويره كمجتمعات للإسكان الفاخر المغلقة (الكامباوند) من خلال شركات تابعة كهايد بارك وسيتي إدچ.

## المساهمون
يعد البنك شركة مساهمة مصرية، تم طرحها بالبورصة المصرية ولكن لازالت الحكومة المصرية تسيطر عليها، بالإضافة إلى حصص بارزة لمستثمرين سعوديين:
- جهات حكومية تقودها وزارة الإسكان بحصة 60% من أسهم البنك:
  - هيئة المجتمعات العمرانية الجديدة بنسبة 29.81%
  - مصر لتأمينات الحياة بنسبة 8.92%
  - مصر للتأمين 8.29%
  - صندوق تمويل مشروعات المساكن بنسبة 7.41%
  - هيئة الأوقاف المصرية بنسبة 5.03%
- مستثمرين سعوديين بحصة نحو 20% من البنك:
- رولاكو أي جي للاستثمار لمالكها علي حسن دايخ بنسبة 10%
- عبد المنعم الراشد (شركة ريمكو إي جي تي) 9.74%

وبقية الأسهم مملوكة بالتداول الحر بالورصة.

## الشركات التابعة
يمتلك بنك التعمير والإسكان كليا أو جزئيا عدد من الشركات في مجالات التطوير العقاري والتمويل والخدمات البنكية، عادة بالمشاركة مع هيئة المجتمعات العمرانية الجديدة كالتالي:
التطوير العقاري والسياحي:
- القابضة للإستثمار والتعمير (92.00%)
- التعمير والاسكان للاستثمار العقارى (60.00%)
- التعمير للاستثمار والتنمية والتطوير العقاري (37.00%)
- هايد بارك العقارية للتطوير (36.90%)
- التعمير للاسكان والمرافق ش.م.م (35.00%)
- مصر سيناء للسياحة (30.00%)
- سيتي إيدج للتطوير العقاري (24.57%)
- التعمير لإدارة الاصول السياحية والعقارية (15.70%)

التمويل والاسثمار المالي:
- التعمير والاسكان للتأجير التمويلى (60.00%)
- أوبليسك لإدارة المحافظ وصناديق الإستثمار (30.00%)
- التعمير للتمويل العقاري (24.84%)
- شركة صندوق التعمير العقاري (24.00%)
- التعمير للترويج المالي والعقاري (39.00%)
- اتش دي لتداول الاوراق المالية (10.80%)

الخدمات:
- حماية للأمن ونقل الأموال (40.00%)
- شركة أنظمة التحول الرقمي (40.00%)
- حماية لإدارة المدن والمنتجعات السياحية والعقارية (39.00%)